# Premio Hugo Boss
Il Premio Hugo Boss (Hugo Boss Prize) è stato un premio per l'arte contemporanea, assegnato con cadenza biennale dal 1996 al 2020. 

## Storia
Il premio fu istituito nel 1996 dal Guggenheim Museum di New York in collaborazione con il marchio di moda Hugo Boss. Al vincitore dell'ambito riconoscimento era garantita l'esposizione temporanea delle proprie opere nelle sale del museo statunitense e il conferimento di un premio in denaro pari a centomila dollari, cifra che rendeva l'Hugo Boss Prize tra i più redditizi al mondo.
Nel 2020, anno della tredicesima ed ultima edizione celebrata, il premio fu assegnato all'artista statunitense Deana Lawson, prima fotografa ad aggiudicarsi tale riconoscimento.
Nel 2022, il museo ha annunciato la sospensione, dopo ventisei anni, della sponsorizzazione del premio.

## Albo dei vincitori

### 1996
Vincitore: Matthew Barney
Artisti selezionati:
- Laurie Anderson
- Janine Antoni
- Cai Guo Qiang
- Stan Douglas
- Yasumasa Morimura

### 1998
Vincitore: Douglas Gordon
Artisti selezionati:
- Huang Yong Ping
- William Kentridge
- Lee Bul
- Pipilotti Rist
- Lorna Simpson

### 2000
Vincitore: Marjetica Potrč
Artisti selezionati:
- Vito Acconci
- Maurizio Cattelan
- Elmgreen & Dragset
- Tom Friedman
- Barry Le Va
- Tunga

### 2002
Vincitore: Pierre Huyghe
Artisti selezionati:
- Francis Alÿs
- Olafur Eliasson
- Hachiya Kazuhiko
- Koo Jeong-a
- Anri Sala

### 2004
Vincitore: Rirkrit Tiravanija
Artisti selezionati:
- Franz Ackermann
- Rivane Neuenschwander
- Jeroen de Rijke e Willem de Rooij
- Simon Starling
- Yang Fudong

### 2006
Vincitore: Tacita Dean
Artisti selezionati:
- Jennifer Allora & Guillermo Calzadilla
- John Bock
- Damián Ortega
- Aïda Ruilova
- Tino Sehgal

### 2008
Vincitore: Emily Jacir
Artisti selezionati: 
- Christoph Büchel
- Patty Chang
- Sam Durant
- Emily Jacir
- Joachim Koester
- Roman Signer

### 2010
Vincitore: Hans Peter Feldmann
Artisti selezionati: 
- Cao Fei
- Roman Ondak
- Walid Raad
- Natascha Sadr Haghighian
- Apichatpong Weerasethakul

### 2012
Vincitore: Danh Vo
Artisti selezionati: 
- Trisha Donnelly
- Rashid Johnson
- Monika Sosnowska
- Tris Vonna-Michell
- Qiu Zhijie

### 2014
Vincitore: Paul Chan
Artisti selezionati:
- Sheela Gowda
- Camille Henrot
- Charline von Heyl
- Hassan Khan

### 2016
Vincitore: Anicka Yi
Artisti selezionati:
- Tania Bruguera
- Mark Leckey
- Ralph Lemon
- Laura Owens
- Wael Shawky

### 2018
Vincitore: Simone Leigh
Artisti selezionati:
- Bouchra Khalili
- Teresa Margolles
- Emeka Ogboh
- Frances Stark
- Wu Tsang

### 2020
Vincitore: Deana Lawson
Artisti selezionati:
- Nairy Baghramian
- Kevin Beasley
- Elias Sime
- Cecilia Vicuña
- Adrián Villar Rojas